# Mala Vrbica (gmina Kladovo)
Mala Vrbica (cyr. Мала Врбица) – wieś w Serbii, w okręgu borskim, w gminie Kladovo. W 2011 roku liczyła 782 mieszkańców.